# یواس‌اس اسکیپجک (اس‌اس-۱۸۴)
یواس‌اس اسکیپجک (اس‌اس-۱۸۴) (به انگلیسی: USS Skipjack (SS-184)) یک زیردریایی است که طول آن ۳۰۸ فوت ۰ اینچ (۹۳٫۸۸ متر) می‌باشد. این زیردریایی در سال ۱۹۳۷ ساخته شد.